# Ahmed Adnan Saygun
Ahmed Adnan Saygun (7. září 1907, İzmir – 6. leden 1991, Istanbul) byl turecký hudební skladatel, muzikolog a hudební publicista. Byl jedním z členů tzv. Turecké pětky, skupiny průkopníků západní klasické hudby v Turecku (spolu s ní jsou to Ulvi Cemal Erkin, Cemal Reşit Rey, Hasan Ferit Alnar a Necil Kazım Akses). Saygun nicméně vždy čerpal i z turecké lidové hudby. K nejvýznamnějším dílů patří jeho pět oper (Özsoy, Taşbebek, Kerem, Köroğlu, Gılgameş), pět symfonií (číslovaných, bez názvu), dva balety (Bir Orman Masalı, Kumru Efsanesi) či známé oratorium Yunus Emre. Byl ovlivněn zejména francouzskou hudbou a kulturou, v letech 1928-1931 studoval v Paříži na Schola Cantorum, skladbu ho zde učil Vincent d'Indy. Byl též blízkým přítelem Bély Bartóka, s nímž společně sesbírali mnoho tureckých lidových písní. Britský deník The Times v nekrologu z roku 1991 napsal, že byl "pro tureckou hudbu tím, čím Jean Sibelius pro finskou či Béla Bartók pro maďarskou".